# Pebanista yacuruna
Pebanista yacuruna es la única especie de delfín de río (de agua dulce) del género monotípico extinto Pebanista, un cetáceo odontoceto de la familia Platanistidae. Se identificó a través de un cráneo aislado, de aproximadamente 80 cm. El espécimen holotipo fue recolectado en 2018 en niveles estratigráficos que corresponden a la Formación Pebas superior en los afloramientos de la cuenca del río Napo en Perú.
Se estima que este delfín llegó a medir entre 3 y 3.5 metros de longitud. Destacan en el cráneo las inserciones musculares en el cráneo para la mordedura y el hocico alargado con muchos dientes, lo que indicaría que el animal era predominantemente piscívoro.